# Sheeba Chaddha

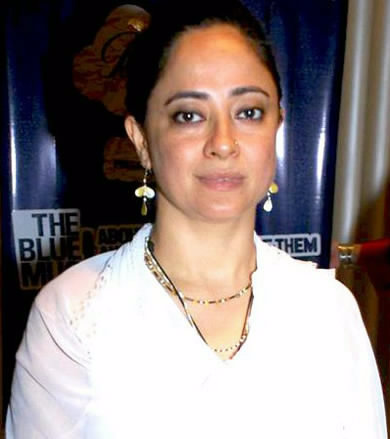
Sheeba Chaddha (2015)

Sheeba Chaddha (Hindi शीबा चड्ढा; * 1972 oder 1973 in Delhi) ist eine indische Film-, Fernseh- und Theaterschauspielerin.

## Biographie
Chaddha besuchte nach der allgemeinbildenden Schule das Hansraj College und studierte dort Englische Literatur. Schon zu der Zeit interessierte sie sich für Schauspiel und Theater und nahm an einer Theater-AG teil. Ihren Durchbruch hatte sie mit dem Spielfilm Von ganzem Herzen und spielte ein Jahr später eine weitere Rolle in Ich gab Dir mein Herz, Geliebter. Im Jahr 2011 erschien sie auch im Kurzfilm Prakata Het Yad. Der Film gewann den Publikumspreis in der Kategorie Kurzfilme in River to River.
Außerdem tritt sie auf verschiedenen Bühnen auf (u. a. The Company Theatre in Mumbai).

## Filmographie
- 1998: Von ganzem Herzen
- 1999: Ich gab Dir mein Herz, Geliebter
- 2000: Mein Herz schlägt indisch
- 2009: Luck by Chance – Liebe, Glück und andere Zufälle
- 2012: Talaash: The Answer Lies Within
- 2017: Raees
- 2024: Das Signal

## Auszeichnungen
- 2012: Indian Telly Jury Award for Best Actress in a Negative Role